# 科尼河
科尼河（法語：Conie，法語發音：[kɔni]）是法国中央-盧瓦爾河谷大區厄尔-卢瓦省与卢瓦雷省的河流，是卢瓦河的左支流，长32.4千米。